# Pepe Heredia
José Heredia Jiménez (Madrid, España, 1 de noviembre de 1951), conocido como Pepe Heredia, es un exfutbolista y entrenador español que se desempeñaba como defensa.

## Trayectoria

### Jugador
Empezó a destacar en las categorías inferiores del Real Madrid C.F.. En la temporada 1970-71 fue cedido al Real Valladolid C. F. en la Tercera División. En la temporada 1971-72 tuvo que parar para realizar el servicio militar obligatorio. En la temporada 1972-73 regresó a la disciplina madridista recalando en el filial, el Castilla C. F..
En la 1973-1974 fue cedido al C. D. Castellón para participar en la máxima categoría del fútbol español. Debutó en Primera División el 16 de septiembre de 1973 ante el Granada C.F., sustituyendo a Pascual Babiloni en el minuto 59'. Acumularía otras 27 apariciones, dirigido por Lucien Müller. A final de temporada, el Castellón acabó descendiendo y Heredia volvió al Real Madrid.
En la temporada 1974-1975 formó parte del primer equipo madridista, que ganó el "doblete": Campeonato Nacional de Liga y Copa del Generalísimo. Sin embargo, el técnico Miljan Miljanić solo le alineó en tres partidos: ante Real Betis, C. D. Málaga y Sporting de Gijón, entrando siempre en los últimos minutos del partido.
En la temporada siguiente comenzó con el conjunto blanco, pero no llegó a disputar ningún partido, por lo que en el mercado de invierno fue vendido al Real Zaragoza. Debutó con el club maño el 14 de diciembre de 1975, ante el Elche C.F.. Dirigido por el entrenador Carriega, jugó 19 partidos en esta mitad de temporada y el equipo finalizó en el puesto 14º. En su segunda temporada en el Real Zaragoza, el equipo descendió a Segunda División. En la siguiente temporada, el conjunto aragonés regresó a la máxima categoría, proclamándose campeón.
En el verano de 1979 Heredia abandonó la disciplina del Real Zaragoza para marcharse al C. D. Málaga, disputando su primer partido el 23 de septiembre ante el Sevilla F. C. como titular. Jugó treinta partidos, dirigido por el técnico argentino Sebastián Viberti. A finales de año, el Málaga descendió a Segunda División. En la temporada siguiente, jugó 17 partidos en la división de plata, dirigido por Abdallah Ben Barek. Además, el 12 de octubre de 1980 marcó su primer gol como profesional en un partido contra el Barakaldo C.F.. Al final de la temporada, el equipo terminó 6º y Heredia se marchó al Granada C.F. en Segunda División B. Allí estuvo dos temporadas, proclamándose campeón de su grupo en la temporada 1982-83 y consiguiendo el ascenso a Segunda División.
En 1983, fichó por el Córdoba C.F., todavía en Segunda B. Jugó un año en el conjunto blanquiverde, antes de acabar su carrera en la temporada 1984-1985 con la camiseta del Vinaròs C. F., en Tercera División.

### Entrenador
Tras retirarse como futbolista, pasó a ser entrenador interino del C.D. Castellón de forma esporádica, además de secretario técnico y ojeador.
Como entrenador tuvo breves etapas en el banquillo castellonense. En 1991 lo entrenó en la primera jornada de Primera División, ante el Sevilla F.C. en la derrota por 3-0. En 1996 volvió a entrenar a los castellonenses en un partido, ante el FC Andorra en Segunda B.
En la temporada 2000-2001 sustituyó al entrenador Santiago Palau Tomás en el C. D. Burriana (Segunda B). Al final de la temporada, después de 22 partidos el equipo descendió y Heredia dejó el club.

## Clubes y estadísticas

### Como jugador
| Club                  | País   | Año       | Partidos | Goles |
| --------------------- | ------ | --------- | -------- | ----- |
| Real Valladolid C. F. | España | 1970-1971 |          |       |
| Castilla C. F.        | España | 1972-1973 |          |       |
| C. D. Castellón       | España | 1973-1974 | 28       | 0     |
| Real Madrid C. F.     | España | 1974-1975 | 3        | 0     |
| Real Zaragoza         | España | 1975-1979 | 63       | 0     |
| C. D. Málaga          | España | 1979-1981 | 47       | 1     |
| Granada C.F.          | España | 1981-1983 | 58       | 0     |
| Córdoba C.F.          | España | 1983-1984 | 19       | 0     |
| Vinaròs C. F.         | España | 1984-1985 |          |       |

### Como entrenador
| Club            | País   | Año       | Partidos | Victorias | Empates | Derrotas |
| --------------- | ------ | --------- | -------- | --------- | ------- | -------- |
| C. D. Castellón | España | 1991      | 1        | 0         | 0       | 1        |
| C. D. Castellón | España | 1996      | 1        | 0         | 0       | 1        |
| C. D. Burriana  | España | 2000-2001 | 22       | 7         | 5       | 10       |
| C. D. Castellón | España | 2001      | 1        | 0         | 1       | 0        |

## Palmarés

### Como jugador
| Título                | Club              | País   | Año     |
| --------------------- | ----------------- | ------ | ------- |
| Primera División      | Real Madrid C. F. | España | 1974-75 |
| Copa del Generalísimo | Real Madrid C. F. | España | 1974-75 |
| Primera División      | Real Madrid C. F. | España | 1975-76 |
| Segunda División      | Real Zaragoza     | España | 1977-78 |
| Segunda División B    | Granada C.F.      | España | 1982-83 |